# Hot desking
Hot desking je model sdílení pracovního místa ve společnosti více zaměstnanci, kdy jedno pracovní místo je užíváno více zaměstnanci, kteří nemusí v sídle společnosti pracovat neustále a většinu času tráví v terénu. Termín a styl práce se poprvé objevil v devadesátých letech. Název „hot desking“ je odvozen od tzv. „hot bunking“ praxe v námořnictvu, kdy část posádky pracující na směny sdílí jednu pohovku, která při výměnách směn „nestihne vychladnout“. Tím se šetří na lodi velmi omezený prostor a efektivněji využívá plocha určená pro odpočinek posádky. Podobně s touto paralelou funguje i hot desking. „Mobilní pracovníci z řad konzultantů, poradců či auditorů tráví větší část svého pracovního času mimo kanceláře svého zaměstnavatele. Tato situace samozřejmě pro firmy, u nichž jsou zaměstnáni při běžném přístupu znamená, že drží de facto zbytečné kanceláře.“ Průzkumy ukázaly, že u některých zaměstnanců (obchodní zástupci, konzultanti atd.) je kancelář z 50 % nevyužívaná.
Tento styl práce je znám i pod pojmem hotelling, kdy celý prostor kanceláře funguje na principu hotelu. Zaměstnanci si přes vnitřní systém firmy rezervují pracovní místo na určitý čas a jejich pracovní telefonáty, mailová schránka a veškerá pracovní agenda je jim po rezervovanou dobu přesměrována na daný, pronajatý, pracovní stůl.

## Výhody
Mezi hlavní výhody hot deskingu bezpochyby patří finanční úspora pro zaměstnavatele, který nemusí investovat do takového počtu kanceláří, které poté nejsou plně obsazené. Ze statistik vyplynulo, že takovéto sloučení pracovních prostor může ušetřit 30–50 % nákladů. Jako další výhodu lze považovat vyšší komfort takto mobilních zaměstnanců, kteří mohou využívat hot desky i v jiných městech, či dokonce státech, pokud má společnost v dané oblasti spřátelenou společnost nebo vlastní pobočku. Jako další výhodu je možné označit i možnost potkávat a případně i spolupracovat s dalšími lidmi. Hot desky poskytují i dobrou příležitost pro networking.

## Nevýhody
Hlavní nevýhody takto sdíleného prostoru spočívají ve snadnějším a rychlejším přenosu infekčních chorob. Riziko rychlého rozšíření infekcí je vyšší při používání sdíleného příslušenství – počítače, pevné telefonní linky atd. Možným nebezpečím je také snadnější napadnutí počítačové sítě viry a s tím spojené vyšší nároky na zabezpečení. Další nevýhodou je větší pocit anonymity a obecně snížená identifikace zaměstnance s firmou, což může mít za následek i nižší pracovní motivaci a nižší pracovní výkon.
Pokud jsou hotdesky uspořádané podobně jako klasické open space kanceláře a ne jako tzv. quiet rooms, sdílí i jejich slabiny: vzájemné rušení, horší soustředění na práci nebo nepříjemný pocit neustálé kontroly.

## Coworking
S rozvojem coworkingu, metody práce nezávislých profesionálů, byl formát hot deskingu implementován i do mnoha coworkingových center. V těchto centrech si kromě měsíčního členství může freelancer na kratší dobu pronajmout pracovní místo. Často cestující pracovníci mohou využívat této možnosti a vysoké provázanosti coworkingové komunity po celém světě.